# 政木フーチ
政木フーチ（まさきフーチ）とは、政木和三により考案された、フーチ（ペンジュラム）を用いて被験者の人間性を測定する装置である。

## 概要
発明家・研究家として知られた大阪大学の政木和三が棒磁石を芯にして鎖で垂らした振り子により、様々な人間性が測定できることを発見。その測定結果をフーチパターンとしてデータを収集し、人間性や近接未来などの予知・研究を行った。
フーチそのものは宗教や信仰ではなく、あくまでも人間性の測定としての自然エネルギーを利用した「科学現象」に対する装置である。